# Gamvikfjorden
Gamvikfjorden er en fjord på Sørøya i Hammerfest kommune i Troms og Finnmark fylke i Norge. Fjorden går 9,5 kilometer mod syd til Indre Bastafjord i enden af Bastafjorden.
Fjorden har indløb mellem Finnfjordskjeret i vest og Tarhalsen i øst. Vest for Finnfjordskjeret ligger Finnfjorden. Gamvikskjera ligger midt i fjorden ved indløbet. Fiskeværet Gamvik ligger på østsiden af fjorden og lidt længere inde ligger Finnvik. Vest for Finnvik danner Bastafjorden den inderste del af Gamvikfjorden. Dette er den dybeste del af fjorden på 60 meter.